# 出エジプト記 (映画)
『出エジプト記』（しゅつエジプトき、原題：出埃及記、Exodus）は、2007年の香港映画。パン・ホーチョン監督。主演はサイモン・ヤムとアニー・リウ。

日本では、2007年の第20回東京国際映画祭「アジアの風」部門で上映されたが、その後、一般公開やソフト化はされていない（2011年7月現在）。

## 出演
- サイモン・ヤム（任達華）
- アニー・リウ（劉心悠）
- ニック・チョン（張家輝）
- アイリーン・ワン（溫碧霞）
- マギー・シュー（邵美琪）

## スタッフ
- 監督 - パン・ホーチョン
- 製作 - スタンリー・トン、パン・ホーチョン
- 脚本 - パン・ホーチョン、チェク・ワンチー、ジミー・ワン
- 撮影 - チャーリー・ラム
- 編集 - スタンリー・タム
- 音楽 - ガブリエル・ロベルト